# Harald Leithe-Jasper
Harald Leithe-Jasper (* 18. Mai 1904 in Pula; † 16. September 1977 in Mailand) war ein deutscher Diplomat in der Zeit des Nationalsozialismus.

## Leben
Harald Leithe-Jasper war der Sohn des k. u. k. Linienschiffsleutnants und späteren Buchdruckerei-Angestellten Friedrich Jasper. Er trat zum 28. Januar 1932 der NSDAP bei (Mitgliedsnummer 896.181) und war bis 1934 in der Geschäftsleitung des Universitätsverlags Wilhelm Braumüller beschäftigt. 1934 wurde er Mitglied der NS-Landesleitung von Otto Wächter in Österreich. Nach der Teilnahme am erfolglosen Juliputsch 1934 flüchtete er aus Österreich, trat 1936 in den auswärtigen Dienst des Deutschen Reichs und wurde 1937 Schriftleiter beim DNB/Dienststelle Ribbentrop. Leithe-Jasper war zeitweise am Court of St James’s akkreditiert. 1939 wurde er zum Legationssekretär befördert und in der Wilhelmstraße beschäftigt. 1942 wurde er als Gesandtschaftsrat Sonderbevollmächtigter in Presseangelegenheiten an der Botschaft des Deutschen Reichs in Rom.
Leithe-Jasper trat am 31. Dezember 1937 der SS (Mitgliedsnummer 293.227) bei und erreichte 1940 den Rang eines Sturmbannführers. Am 3. und 4. April 1944 fand in Krummhübel eine „Arbeitstagung der Judenreferenten“ von 12 diplomatischen Vertretungen des Auswärtigen Amts (AA) in Europa statt, initiiert von der „Informationsstelle Antijüdische Auslandsaktion“. Hier vereinbarten die Teilnehmer eine verstärkte Propaganda, um die Shoah voranzutreiben. Franz Alfred Six forderte die „physische Beseitigung der Ostjuden“, wie der Judenreferent des Amts, Eberhard von Thadden, protokollierte. Leithe-Jasper nahm an dieser Sitzung in seiner Funktion als Judenreferent teil.
Nach dem Krieg war er Direktor der schweizerischen Stahlhandelsfirma Friedrich Frauchiger-Nigst AG.